# Lista odcinków serialu anime Classroom of the Elite
Artykuł zawiera listę wszystkich wyemitowanych odcinków telewizyjnego serialu anime Classroom of the Elite, produkowanego na podstawie light novel autorstwa Shōgo Kinugasy. Seria po raz pierwszy była emitowana w Japonii od 12 lipca do 27 września 2017 w AT-X i innych stacjach.
Drugi sezon był emitowany od 4 lipca do 26 września 2022, premiera trzeciego była zaś zaplanowana na 2023 rok, jednak została opóźniona do 3 stycznia 2024. Ostatni odcinek trzeciego sezonu wyemitowano 27 marca.

## Przegląd sezonów
| Sezon | Sezon | Odcinki | Premiera serii  | Finał serii      |
| ----- | ----- | ------- | --------------- | ---------------- |
|       | 1     | 12      | 12 lipca 2017   | 27 września 2017 |
|       | 2     | 13      | 4 lipca 2022    | 26 września 2022 |
|       | 3     | 13      | 3 stycznia 2024 | 27 marca 2024    |

## Lista odcinków

### Sezon 1 (2017)
| №  | #  | Tytuł | Reżyseria                                         | Scenariusz    | Scenorys                        | Premiera         |
| -- | -- | --- | ------------------------------------------------- | ------------- | ------------------------------- | ---------------- |
| 1  | 1  | What is Evil? Whatever Springs from Weakness. Aku to wa nani ka yowasa karashōzuru subete no mono da. (悪とは何か――弱さから生ずるすべてのものだ。) | Yū Kinome                                         | Aoi Akashiro  | Yusuke Kamata                   | 12 lipca 2017    |
| 2  | 2  | It Takes a Great Talent and Skill to Conceal One’s Talent and Skill. Sainō o kakusu noni mo takuetsu shita sainō ga iru. (才能を隠すのにも卓越した才能がいる。) | Yoshinari Suzuki                                  | Hayato Kazano | Noriaki Saito                   | 19 lipca 2017    |
| 3  | 3  | Man is an Animal that makes Bargains: No Other Animal Does This - No Dog exchanges Bones with Another. Ningen wa torihiki o suru yuiitsu no dōbutsu de aru. Hone o kōkan suru inu wa inai. (人間は取引をする唯一の動物である。骨を交換する犬はいない。) | Yusuke Kamata                                     | Ohine Ezaki   | Yusuke Kamata                   | 26 lipca 2017    |
| 4  | 4  | We Should not be Upset that Others Hide the Truth from Us When We Hide it from Ourselves. Tanin ga shinjitsu o inpei suru koto ni taishite, wareware wa okoru beki denai. Nazenara, wareware mo jishin kara shinjitsu o inpei suru no de aru kara. (他人が真実を隠蔽することに対して、我々は怒るべきでない。なぜなら、我々も自身から真実を隠蔽するのであるから。) | Yōhei Fukui                                       | Aoi Akashiro  | Daisei Fukuoka                  | 2 sierpnia 2017  |
| 5  | 5  | Hell is other People. Jigoku, sore wa tanin de aru. (地獄、それは他人である。) | Yoshifumi Sasahara                                | Hayato Kazano | Yoshifumi Sasahara              | 9 sierpnia 2017  |
| 6  | 6  | There are Two Kinds of Lies; One concerns an Accomplished Fact, the Other concerns a Future Duty. Uso ni wa nishurui aru. Kako ni kan suru jijitsujō no uso to mirai ni kan suru kenrijō no uso de aru. (嘘には二種類ある。過去に関する事実上の嘘と未来に関する権利上の嘘である。)                                                                                | Fumio Itō                                         | Ohine Ezaki   | Yū Kinome                       | 16 sierpnia 2017 |
| 7  | 7  | Nothing is as Dangerous as an Ignorant Friend; A Wise Enemy is to be Preferred. Muchi na yūjin hodo kiken na mono wa nai. Kashikoi teki no hō ga yoppodo mashida. (無知な友人ほど危険なものはない。賢い敵のほうがよっぽどましだ。) | Yoshinari Suzuki                                  | Aoi Akashiro  | Yoshihito Nishōji               | 23 sierpnia 2017 |
| 8  | 8  | Abandon All Hope, Ye Who enter Here. Nanjira koko ni hair mono, issai no nozomi o suite yo. (汝等ここに入るもの、一切の望みを捨てよ。) | Yusuke Kamata                                     | Ohine Ezaki   | Akiyo Ohashi                    | 30 sierpnia 2017 |
| 9  | 9  | Man is Condemned to be Free. Ningen wa jiyū no kei ni shosa rete iru. (人間は自由の刑に処されている。) | Yoshihide Yūzumi                                  | Hayato Kazano | Yoshihide Yūzumi                | 6 września 2017  |
| 10 | 10 | Every Man has in Himself the Most Dangerous Traitor of All. Uragirimono no naka de mottomo kiken’naru uragirimono wa nanika to ieba, subete no ningen ga onore jishin no naibu ni kaku shite iru tokoro no mono de aru. (裏切者の中で最も危険なる裏切者は何かといえば、すべての人間が己れ自身の内部にかくしているところのものである。)                            | Yōhei Fukui                                       | Ohine Ezaki   | Yōhei Fukui                     | 13 września 2017 |
| 11 | 11 | What People Commonly call Fate is Mostly their Own Stupidity. Shikashi gaishite hitobito ga unmei to yobu mono wa, taihan ga jibun no gukō ni suginai. (しかし概して人々が運命と呼ぶものは、大半が自分の愚行にすぎない。) | Takahiro Majima                                   | Hayato Kazano | Akiyo Ohashi                    | 20 września 2017 |
| 12 | 12 | Genius Lives Only One Story Above Madness. Tensai to wa, kyōki yori mo 1-kaisō-bun dake ue ni sunde iru mono no koto de aru. (天才とは、狂気よりも1階層分だけ上に住んでいる者のことである。) | Yoshinari Suzuki Yoshihide Yūzumi Atsuko Tonomizu | Aoi Akashiro  | Yoshihide Yūzumi Daisei Fukuoka | 27 września 2017 |

### Sezon 2 (2022)
| №  | #  | Tytuł | Reżyseria                                                                       | Scenariusz    | Scenorys                                                           | Premiera         |
| -- | -- | --- | ------------------------------------------------------------------------------- | ------------- | ------------------------------------------------------------------ | ---------------- |
| 13 | 1  | Remember to Keep a Clear Head in Difficult Times. Kon’nan no naka de koso, heiseina kokoro o tamotaneba naranai. (困難の中でこそ、平静な心を保たねばならない。) | Masaru Kanamori Sō Kendai                                                       | Hayato Kazano | Yoshihito Nishōji Seiji Kishi                                      | 4 lipca 2022     |
| 14 | 2  | There Are Two Main Human Sins from Which All the Others Derive: Impatience and Indolence. Arayuru tsumi no minamoto taru, futatsu no taizai ga aru. Aseri to taida da. (あらゆる罪の源たる、ふたつの大罪がある。焦りと怠惰だ。)                                                                                 | Kentarō Iino                                                                    | Hayato Kazano | Takahiro Tanaka                                                    | 11 lipca 2022    |
| 15 | 3  | The Greatest Souls Are Capable of the Greatest Vices as Well as of the Greatest Virtues. Saikō no tamashī wa, kono uenai akutoku to kyokugen no bitoku o hakki dekiru. (最高の魂は、この上ない悪徳と極限の美徳を発揮できる。)                                                                                   | Takahiro Tanaka                                                                 | Kō Shigenobu  | Shinichiro Kimura Takahiro Tanaka                                  | 18 lipca 2022    |
| 16 | 4  | The Material Has to Be Created. Jinzai wa tsukuridasu hitsuyō ga aru. (人材は作り出す必要がある。) | Yūsuke Kamata                                                                   | Hayato Kazano | Yūsuke Kamata                                                      | 25 lipca 2022    |
| 17 | 5  | Every Failure Is a Step to Success. Subete no shippai wa seikō e no katei ni suginai. (すべての失敗は成功への過程に過ぎない。) | Tarō Kubo Hideki Takayama                                                       | Kō Shigenobu  | Hiroshi Matsuzono                                                  | 1 sierpnia 2022  |
| 18 | 6  | Adversity Is the First Path to Truth. Gyakkyō wa shinjitsu e to itaru saisho no michisuji de aru. (逆境は真実へと至る最初の道筋である。) | Sō Kendai Hayato Kazano                                                         | Hayato Kazano | Toshihiko Masuda Seiji Kishi                                       | 8 sierpnia 2022  |
| 19 | 7  | To Doubt Everything or to Believe Everything Are Two Equally Convenient Solutions; Both Dispense with the Necessity of Reflection. Subete o utagau koto mo subete o shinjiru koto mo tomoni ani de, shikō o hōki suru ni hitoshii. (すべてを疑うこともすべてを信じることも共に安易で、思考を放棄するに等しい。) | Yasunori Gotō                                                                   | Kō Shigenobu  | Tomohiro Matsukawa Yūsuke Kamata                                   | 15 sierpnia 2022 |
| 20 | 8  | The Wound Is at Her Heart. Mune no soko de, kizu wa shizuka ni ikite iru. (胸の底で、傷は静かに生きている。) | Masaru Kanamori                                                                 | Hayato Kazano | Hiroshi Matsuzono                                                  | 22 sierpnia 2022 |
| 21 | 9  | If You Make a Mistake and Do Not Correct It, This Is Called a Mistake. Ayamachi o okashi nagara, sore o aratamenai koto o koso, shin no ayamachi toiu. (過ちを犯しながら、それを改めないことをこそ、真の過ちという。)                                                                                           | Yōhei Fukui Takahiro Tanaka                                                     | Kō Shigenobu  | Masaki Kitamura Daisei Fukuoka                                     | 29 sierpnia 2022 |
| 22 | 10 | People, Often Deceived by An Illusive Good, Desire Their Own Ruin. Hitobito wa tsuneni sono hametsu o negatte iru. Itsuwari no zen ni azamukareru ga yue ni. (人々は常にその破滅を願っている。偽りの善に欺かれるがゆえに。)                                                                                     | Yūsuke Kamata                                                                   | Kō Shigenobu  | Masaki Kitamura Hito Tadano Yama Mamimu Miki Sorakubo Mai Sakamoto | 5 września 2022  |
| 23 | 11 | A Man Who Cannot Command Himself Will Always Be a Slave. Jibun jishin o gyosenai mono wa, itsumade mo dorei no mamada. (自分自身を御せない者は、いつまでも奴隷のままだ。) | Takahiro Tanaka Ippei Ichii Masaru Kanamori                                     | Hayato Kazano | Masaki Kitamura Yama Mamimu Hito Tadano                            | 12 września 2022 |
| 24 | 12 | Force Without Wisdom Falls of Its Own Weight. Shiryo naki chikara wa mizukara no shitsuryō ni yotte kuzuresaru. (思慮なき力は自らの質量によって崩れ去る。) | Yūsuke Kamata Masaru Kanamori Masaki Kitamura Kanae Komoda Shin’ichirō Kitamura | Kō Shigenobu  | Masaki Kitamura Takehiko Matsumoto                                 | 19 września 2022 |
| 25 | 13 | The Worst Enemy You Can Meet Will Always Be Yourself. Anata ga deau saiaku no teki wa, tsuneni anata jishin da. (あなたが出会う最悪の敵は、常にあなた自身だ。) | Hiroyuki Hashimoto                                                              | Hayato Kazano | Daisei Fukuoka Hiroyuki Hashimoto                                  | 26 września 2022 |